# 協和広告
協和広告株式会社 (KYOWA ADVERTISING Co.,Ltd.) は、東京都港区西新橋3-12-10にかつて存在した中堅の広告代理店・テレビコマーシャル制作プロダクションである。
テレビコマーシャルに『カシミヤタッチのカシミロン』『電話は4126（ヨイフロ）』などインパクトのあるコマーシャルソングを結びつける重要性を、1950年代後半の時点でいち早く認識した先駆性で知られる。
また、関西を中心に展開するハナテン中古車センターのCM制作を手掛け、インパクトのある演出や、覚えやすいコマーシャルソングから、関西で親しまれるCMのひとつとなっている。
番組企画においては、有名人が多数出演した『スター千一夜』や、日本初の帯番組である『ポーラ婦人ニュース』などを手掛けている。
1970年の日本万国博覧会では広告代理店6社が参加した入札を経て、せんい館の総合企画・制作を行った。
浅田飴の提供にて、浅田飴クールの色と同じ色のジャケットを着用したルパン三世の持ち込み製作をしている。

## 沿革
- 1954年に大阪市で創業し、当時ベンチャー分野であったラジオ広告の取り扱いから事業を開始し、続いてテレビ業界にも進出する。
- 1957年 - 本社機能を京都市に移転。
- 1958年 - 大阪テレビ放送の『ポーラ婦人ニュース』（日本初の帯番組）と、喜劇番組『やりくりアパート』の企画を担当。大村崑がスポンサーのダイハツ・ミゼットを番組で連呼するシーンがあり、商品の売り上げに貢献。また、旭化成の「カシミロンの唄」（カシミロンはアクリル繊維の商品名。現在は事業撤退）やハトヤの「伊東に行くならハトヤ」などコマーシャルソングは当時の世相に反映された。特にハトヤのCMソングは現在まで使われ、広く知られている。
- 1959年 - 旭化成提供の長寿番組『スター千一夜』の番組企画を担当。
- 1972年 - 本社機能を東京都港区新橋に移転。（登記上本社住所は京都市の旧本社）
- 1985年 - 東京慈恵医大近くに自社ビルの新協和広告ビルを竣工。
- 1992年 - 1月期決算で同社最高額の売上高約175億円となる。
- 2000年10月 - 広告を担当している取引先で『エステdeミロード』などエステティックサロンを運営する株式会社アール・ビーエムが、突如東京地裁へ自己破産を申請し店舗を閉鎖する。同社向け債権1億8200万円が債務不履行となった。[1]
- 2002年5月31日 - 資金繰り悪化で東京地裁に自己破産を申請し事業停止。直近期（2002年1月）決算の売上高は約135億円で、負債額は約67億円だった。広告代理店売上の20位圏内を維持していたが、クライアントからの受注減少に伴う売上減少が続く中で経営体質の改善を殆ど図らず、また、同日付で支払う必要のある資金の調達が不能に陥ったため事業継続を断念した模様である。新協和広告ビルは賃貸オフィスとして現存している。

## 補足
- 末期の主要クライアントはポーラ化粧品・ハトヤ、郵政事業庁（簡易保険）[2]など。トミー（現・タカラトミー）とも取引関係があり、同社が企画するのりもの王国ブーブーカンカンや超特急ヒカリアン（【ヒカリアン応援団】の一社）、ゾイド（1999年 - 2002年）の制作協力などで携わっていた。
- 協和発酵キリンのハウスエージェンシー（系列企業専属の広告代理店）ではない。また、この項では現存する全国各地の協和広告株式会社は無関係である。[要出典]